# Pływanie na Letnich Igrzyskach Olimpijskich 2004 – 200 m stylem grzbietowym mężczyzn
200 m stylem grzbietowym mężczyzn – jedna z konkurencji pływackich, które odbyły się podczas XXVIII Igrzysk Olimpijskich. Eliminacje i półfinał miały miejsce 18 sierpnia, a finał 19 sierpnia. 
Złoty medal zdobył Aaron Peirsol ze Stanów Zjednoczonych, ustanawiając jednocześnie nowy rekord olimpijski (1:54,95). Swój drugi srebrny medal w stylu grzbietowym wywalczył reprezentant Austrii, który uzyskał czas 1:57,35. Brąz otrzymał Răzvan Florea z Rumunii po przepłynięciu tego dystansu w 1:57,56.
Wcześniej, w drugim półfinale Peirsol pobił rekord olimpijski (1:55,14).

## Terminarz
Wszystkie godziny podane są w czasie greckim (UTC+03:00) oraz polskim (CEST).
| Data             | Godzina rozpoczęcia | Godzina rozpoczęcia |            |
| Data             | UTC+03:00           | CEST                |            |
| ---------------- | ------------------- | ------------------- | ---------- |
| 18 sierpnia 2004 | 10:23               | 09:23               | Eliminacje |
| 18 sierpnia 2004 | 19:50               | 18:50               | Półfinały  |
| 19 sierpnia 2004 | 19:49               | 18:49               | Finał      |

## Rekordy
Przed zawodami rekord świata i rekord olimpijski wyglądały następująco:
| Rekord            | Zawodnik          | Czas    | Miejsce    | Data             |
| ----------------- | ----------------- | ------- | ---------- | ---------------- |
| Rekord świata     | Aaron Peirsol     | 1:54,74 | Long Beach | 12 lipca 2004    |
| Rekord olimpijski | Lenny Krayzelburg | 1:56,76 | Sydney     | 21 września 2000 |

W trakcie zawodów ustanowiono następujące rekordy:
| Data        | Etap konkurencji | Zawodnik      | Czas    | Rekord |
| ----------- | ---------------- | ------------- | ------- | ------ |
| 18 sierpnia | półfinał 2       | Aaron Peirsol | 1:55,14 | OR     |
| 19 sierpnia | finał            | Aaron Peirsol | 1:54,95 | OR     |

## Wyniki

### Eliminacje
| Miejsce | Wyścig | Tor | Zawodnik                | Państwo           | Czas    | Uwagi |
| ------- | ------ | --- | ----------------------- | ----------------- | ------- | ----- |
| 1.      | 5      | 4   | Aaron Peirsol           | Stany Zjednoczone | 1:57,33 | Q     |
| 2.      | 4      | 5   | James Goddard           | Wielka Brytania   | 1:57,96 | Q     |
| 3.      | 5      | 5   | Markus Rogan            | Austria           | 1:58,06 | Q     |
| 4.      | 5      | 6   | Răzvan Florea           | Rumunia           | 1:58,81 | Q     |
| 5.      | 4      | 4   | Gregor Tait             | Wielka Brytania   | 1:59,35 | Q     |
| 6.      | 5      | 3   | Simon Dufour            | Francja           | 1:59,52 | Q     |
| 7.      | 4      | 3   | Bryce Hunt              | Stany Zjednoczone | 1:59,82 | Q     |
| 8.      | 5      | 2   | Jorge Sánchez           | Hiszpania         | 2:00,10 | Q     |
| 9.      | 5      | 7   | Emanuele Merisi         | Włochy            | 2:00,10 | Q     |
| 10.     | 3      | 2   | Nathaniel O’Brien       | Kanada            | 2:00,49 | Q     |
| 11.     | 5      | 1   | Rogério Romero          | Brazylia          | 2:00,60 | Q     |
| 12.     | 3      | 4   | Gordan Kožulj           | Chorwacja         | 2:00,94 | Q     |
| 13.     | 4      | 2   | Keith Beavers           | Kanada            | 2:00,97 | Q     |
| 14.     | 3      | 5   | Arkadij Wiatczanin      | Rosja             | 2:01,09 | Q     |
| 15.     | 4      | 6   | Blaž Medvešek           | Słowenia          | 2:01,13 | Q     |
| 16.     | 3      | 6   | Tomomi Morita           | Japonia           | 2:01,19 | Q     |
| 17.     | 4      | 7   | Jewgienij Aloszyn       | Rosja             | 2:01,25 |       |
| 18.     | 3      | 1   | Patrick Murphy          | Australia         | 2:01,26 |       |
| 19.     | 3      | 3   | Matt Welsh              | Australia         | 2:01,73 |       |
| 20.     | 4      | 8   | Cameron Gibson          | Nowa Zelandia     | 2:02,65 |       |
| 21.     | 2      | 5   | Alex Lim                | Malezja           | 2:02,67 |       |
| 22.     | 2      | 3   | Derya Büyükuncu         | Turcja            | 2:02,69 |       |
| 23.     | 2      | 7   | Nicholas Neckles        | Barbados          | 2:02,84 |       |
| 24.     | 4      | 1   | Viktor Bodrogi          | Węgry             | 2:03,16 |       |
| 25.     | 2      | 4   | Wołodymyr Nikołajczuk   | Ukraina           | 2:03,21 |       |
| 26.     | 2      | 2   | Pavel Suškov            | Litwa             | 2:03,54 |       |
| 27.     | 2      | 1   | Adam Mania              | Polska            | 2:03,73 |       |
| 28.     | 3      | 8   | Antonios Gkioulmpas     | Grecja            | 2:04,30 |       |
| 29.     | 3      | 7   | Aschwin Wildeboer Faber | Hiszpania         | 2:04,33 |       |
| 30.     | 5      | 8   | Yu Rui                  | Chiny             | 2:04,51 |       |
| 31.     | 2      | 6   | Ahmed Hussein           | Egipt             | 2:04,82 |       |
| 32.     | 2      | 8   | Sung Min                | Korea Południowa  | 2:04,86 |       |
| 33.     | 1      | 5   | Matti Mäki              | Finlandia         | 2:06,29 |       |
| 34.     | 1      | 6   | Andrei Mihailov         | Mołdawia          | 2:06,97 |       |
| 35.     | 1      | 2   | Omar Pinzón             | Kolumbia          | 2:07,26 |       |
| 36.     | 1      | 3   | Iurii Zakharov          | Kirgistan         | 2:10,45 |       |

### Półfinały

#### Półfinał 1
| Miejsce | Tor | Zawodnik           | Państwo         | Czas    | Uwagi |
| ------- | --- | ------------------ | --------------- | ------- | ----- |
| 1.      | 4   | James Goddard      | Wielka Brytania | 1:57,25 | Q     |
| 2.      | 5   | Răzvan Florea      | Rumunia         | 1:58,20 | Q     |
| 3.      | 3   | Simon Dufour       | Francja         | 1:58,96 | Q     |
| 4.      | 8   | Tomomi Morita      | Japonia         | 1:59,52 | Q     |
| 5.      | 7   | Gordan Kožulj      | Chorwacja       | 1:59,61 |       |
| 6.      | 1   | Arkadij Wiatczanin | Rosja           | 1:59,80 |       |
| 7.      | 6   | Jorge Sánchez      | Hiszpania       | 2:00,12 |       |
| 8.      | 2   | Nathaniel O’Brien  | Kanada          | 2:00,13 |       |

#### Półfinał 2
| Miejsce | Tor | Zawodnik        | Państwo           | Czas    | Uwagi |
| ------- | --- | --------------- | ----------------- | ------- | ----- |
| 1.      | 4   | Aaron Peirsol   | Stany Zjednoczone | 1:55,14 | Q,    |
| 2.      | 5   | Markus Rogan    | Austria           | 1:57,50 | Q     |
| 3.      | 3   | Gregor Tait     | Wielka Brytania   | 1:58,75 | Q     |
| 4.      | 8   | Blaž Medvešek   | Słowenia          | 1:59,37 | Q     |
| 5.      | 6   | Bryce Hunt      | Stany Zjednoczone | 1:59,74 |       |
| 6.      | 1   | Keith Beavers   | Kanada            | 1:59,98 |       |
| 7.      | 7   | Rogério Romero  | Brazylia          | 2:00,48 |       |
| 8.      | 2   | Emanuele Merisi | Włochy            | 2:00,83 |       |

### Finał
| Miejsce | Tor | Zawodnik      | Państwo           | Czas    | Uwagi |
| ------- | --- | ------------- | ----------------- | ------- | ----- |
| 1. !    | 4   | Aaron Peirsol | Stany Zjednoczone | 1:54,95 | OR    |
| 2. !    | 3   | Markus Rogan  | Austria           | 1:57,35 |       |
| 3. !    | 6   | Răzvan Florea | Rumunia           | 1:57,56 |       |
| 4.      | 5   | James Goddard | Wielka Brytania   | 1:57,76 |       |
| 5.      | 8   | Tomomi Morita | Japonia           | 1:58,40 | AS    |
| 6.      | 7   | Simon Dufour  | Francja           | 1:58,49 |       |
| 7.      | 2   | Gregor Tait   | Wielka Brytania   | 1:59,28 |       |
| 8.      | 1   | Blaž Medvešek | Słowenia          | 2:00,06 |       |